# Europese kampioenschappen veldlopen 2024
De 30e editie van de Europese kampioenschappen veldlopen vond op 8 december 2024 plaats in de Turkse plaats Antalya. Bij de senioren gingen de titels naar Jakob Ingebrigtsen en Nadia Battocletti.

## Medaillewinnaars
| Categorie          | Goud                | Zilver                  | Brons                   |
| ------------------ | ------------------- | ----------------------- | ----------------------- |
| Mannen Senioren    | Jakob Ingebrigtsen  | Yemaneberhan Crippa     | Thierry Ndikumwenayo    |
| Mannen Senioren    | Spanje              | België                  | Verenigd Koninkrijk     |
| Mannen onder 23    | Will Barnicoat      | Nicholas Griggs         | David Stone             |
| Mannen onder 23    | Verenigd Koninkrijk | Frankrijk               | Denemarken              |
| Mannen onder 20    | Niels Laros         | George Couttie          | Andreas Fjeld Halvorsen |
| Mannen onder 20    | Noorwegen           | Nederland               | Frankrijk               |
| Vrouwen Senioren   | Nadia Battocletti   | Konstanze Klosterhalfen | Yasemin Can             |
| Vrouwen Senioren   | Italië              | Verenigd Koninkrijk     | België                  |
| Vrouwen onder 23   | Phoebe Anderson     | Maria Forero            | Ilona Mononen           |
| Vrouwen onder 23   | Verenigd Koninkrijk | Turkije                 | Duitsland               |
| Vrouwen onder 20   | Innes Fitzgerald    | Jess Bailey             | Sofia Thøgersen         |
| Vrouwen onder 20   | Verenigd Koninkrijk | Frankrijk               | Italië                  |
| Gemengde Estafette | Italië              | Frankrijk               | Verenigd Koninkrijk     |

## Uitslagen

### Mannen Senioren
| Plaats | Atleet               | Land                | Tijd (min.s) |
| ------ | -------------------- | ------------------- | ------------ |
|        | Jakob Ingebrigtsen   | Noorwegen           | 22.16        |
|        | Yemaneberhan Crippa  | Italië              | 22.24        |
|        | Thierry Ndikumwenayo | Spanje              | 22.31        |
| 4      | Isaac Kimeli         | België              | 22.33        |
| 5      | Andreas Almgren      | Zweden              | 22.34        |
| 6      | Yann Schrub          | Frankrijk           | 22.35        |
| 7      | Nassim Hassaoust     | Spanje              | 22.44        |
| 8      | Abdessamad Oukhelfen | Spanje              | 22.45        |
| 9      | Rory Leonard         | Verenigd Koninkrijk | 22.45        |
| 10     | Adel Mechaal         | Spanje              | 22.47        |
| ..     |                      |                     |              |
| 15     | John Heymans         | België              | 22.51        |
| 18     | Robin Hendrix        | België              | 22.57        |
| 28     | Nik Lemmink          | Nederland           | 23.10        |
| 34     | Nicolaï Saké         | België              | 24.18        |
| 67     | Abdirahman Mohamed   | Nederland           | 24.13        |

| Plaats | Land                                                              | Punten           |
| ------ | ----------------------------------------------------------------- | ---------------- |
|        | Spanje Thierry Ndikumwenayo Nassim Hassaoust Abdessamad Oukhelfen | 3 + 7 + 8 = 18   |
|        | België Isaac Kimeli John Heymans Robin Hendrix                    | 4 + 15 + 18 = 37 |
|        | Verenigd Koninkrijk Rory Leonard Hugo Milner Tomer Tarragano      | 9 + 11 + 19 = 39 |

### Vrouwen Senioren
| Plaats | Atleet                  | Land                | Tijd (min.s) |
| ------ | ----------------------- | ------------------- | ------------ |
|        | Nadia Battocletti       | Italië              | 25.43        |
|        | Konstanze Klosterhalfen | Duitsland           | 25.54        |
|        | Yasemin Can             | Turkije             | 26.01        |
| 4      | Delvine Relin Meringor  | Roemenië            | 26.03        |
| 5      | Jana Van Lent           | België              | 26.04        |
| 6      | Mariana Machado         | Portugal            | 26.13        |
| 7      | Sarah Lahti             | Zweden              | 26.16        |
| 8      | Manon Trapp             | Frankrijk           | 26.17        |
| 9      | Flavie Renouard         | Frankrijk           | 26.19        |
| 10     | Kate Axford             | Verenigd Koninkrijk | 26.20        |
| ..     |                         |                     |              |
| 18     | Lisa Rooms              | België              | 26.42        |
| 21     | Ineke van Koldam        | Nederland           | 26.48        |
| 23     | Victoria Warpy          | België              | 26.54        |
| 38     | Roxane Cleppe           | België              | 27.14        |
| 43     | Veerle Bakker           | Nederland           | 27.25        |

| Plaats | Land                                                                   | Punten            |
| ------ | ---------------------------------------------------------------------- | ----------------- |
|        | Italië Nadia Battocletti Elisa Palermo Ludovica Cavalli                | 1 + 13 + 19 = 33  |
|        | Verenigd Koninkrijk Sjabloon:Kate Axford Jessica Gibbon Abbie Donnelly | 10 + 12 + 14 = 36 |
|        | België Jana Van Lent Lisa Rooms Victoria Warpy                         | 5 + 18 + 23 = 46  |

### Mannen onder 23
| Plaats | Atleet             | Land                | Tijd (min.s) |
| ------ | ------------------ | ------------------- | ------------ |
|        | Will Barnicoat     | Verenigd Koninkrijk | 18,27        |
|        | Nicholas Griggs    | Ierland             | 18,28        |
|        | David Stone        | Verenigd Koninkrijk | 18.31        |
| 4      | Andrii Atamaniuk   | Oekraïne            | 18,35        |
| 5      | Luc Le Baron       | Frankrijk           | 18.38        |
| 6      | Konjoneh Maggi     | Italië              | 18,41        |
| 7      | Joel Ibler Lillesø | Denemarken          | 18,43        |
| 8      | Kevin Kamenschak   | Oostenrijk          | 18,46        |
| 9      | Pierre Boudy       | Frankrijk           | 18.47        |
| 10     | Martin Perrin      | Frankrijk           | 18,49        |
| ..     |                    |                     |              |
| 12     | Stefan Nillessen   | Nederland           | 18,52        |
| 14     | Noah Konteh        | België              | 18.55        |
| 27     | Jesse Fokkenrood   | Nederland           | 19.10        |
| 60     | Robbe Theeuwes     | België              | 20.00        |
| 65     | William Knol       | Nederland           | 20.16        |

| Plaats | Land                                                                              | Punten           |
| ------ | --------------------------------------------------------------------------------- | ---------------- |
|        | Verenigd Koninkrijk Will Barnicoat David Ston Brett Rushman                       | 1 + 3 +13 = 17   |
|        | Frankrijk Luc Le Baron Pierre Boudy Martin Perrin                                 | 5 + 9 +10 = 24   |
|        | Denemarken Joel Ibler Lillesø Axel Vang Christensen Elias Ariel Aarestrup Shifris | 7 + 17 + 18 = 42 |

### Vrouwen onder 23
| Plaats | Atleet                | Land                | Tijd (min.s) |
| ------ | --------------------- | ------------------- | ------------ |
|        | Phoebe Anderson       | Verenigd Koninkrijk | 21.16        |
|        | Maria Forero          | Spanje              | 21.21        |
|        | Ilona Mononen         | Finland             | 21.24        |
| 4      | Pia Schlattmann       | Duitsland           | 21.35        |
| 5      | Camille Place         | Frankrijk           | 21.35        |
| 6      | Mia Waldmann          | Verenigd Koninkrijk | 21.38        |
| 7      | Laura Mooney          | Ierland             | 21.48        |
| 8      | Pelinsu Şahin         | Turkije             | 21.59        |
| 9      | Olimpia Breza         | Polen               | 22.00        |
| 10     | Blanka Dörfel         | Duitsland           | 22.02        |
| ..     |                       |                     |              |
| 11     | Bieke Schipperen      | Nederland           | 22.02        |
| 12     | Emmy van den Berg     | Nederland           | 22.07        |
| 19     | Julie Voet            | België              | 22.17        |
| 46     | Yasmine Abbes         | Nederland           | 22.55        |
| 52     | Charlotte Van Laethem | België              | 23.01        |
| 59     | Yana Pauwelyn         | België              | 23.18        |
| 63     | Femke Rosbergen       | Nederland           | 23.36        |

| Plaats | Land                                                        | Punten           |
| ------ | ----------------------------------------------------------- | ---------------- |
|        | Verenigd Koninkrijk Phoebe Anderson Mia Waldmann Tia Wilson | 1 + 6 + 17 = 24  |
|        | Turkije Pelinsu Şahin Esmanur Yilmaz Sila Bayir             | 8 + 14 + 16 = 38 |
|        | Duitsland Pia Schlattmann Blanka Dörfel Mia Jurenka         | 4 + 10 + 26 = 40 |

### Mannen onder 20
| Plaats | Atleet                  | Land                | Tijd (min.s) |
| ------ | ----------------------- | ------------------- | ------------ |
|        | Niels Laros             | Nederland           | 14.07        |
|        | George Couttie          | Verenigd Koninkrijk | 14.09        |
|        | Andreas Fjeld Halvorsen | Noorwegen           | 14.16        |
| 4      | Magnus Øyen             | Noorwegen           | 14.16        |
| 5      | Karl Ottfalk            | Zweden              | 14.18        |
| 6      | Ishak Dahmani           | Frankrijk           | 14.19        |
| 7      | Ali Tunç                | Turkije             | 14.20        |
| 8      | Juan Zijderlaan         | Nederland           | 14.21        |
| 9      | Sem Serrano             | België              | 14.23        |
| 10     | Kristian Bråthen Børve  | Noorwegen           | 14.23        |
| ..     |                         |                     |              |
| 11     | Nathan Houwaard         | Nederland           | 14.24        |
| 15     | Willem Renders          | België              | 14.25        |
| 61     | Hugo Jeukenne           | België              | 15.01        |
| 68     | Jochem Wiersma          | Nederland           | 15.11        |

| Plaats | Land                                                                 | Punten           |
| ------ | -------------------------------------------------------------------- | ---------------- |
|        | Noorwegen Andreas Fjeld Halvorsen Magnus Øyen Kristian Bråthen Børve | 3 + 4 + 10 = 17  |
|        | Nederland Niels Laros Juan Zijderlaan Nathan Houwaard                | 1 + 8 + 11 = 20  |
|        | Frankrijk Ishak Dahmani Leni Remer Mancini Mael Henric               | 6 + 14 + 20 = 40 |

### Vrouwen onder 20
| Plaats | Atleet                       | Land                | Tijd (min.s) |
| ------ | ---------------------------- | ------------------- | ------------ |
|        | Innes Fitzgerald             | Verenigd Koninkrijk | 15.47        |
|        | Jess Bailey                  | Verenigd Koninkrijk | 15.58        |
|        | Sofia Thøgersen              | Denemarken          | 16.03        |
| 4      | Julia Ehrle                  | Duitsland           | 16.03        |
| 5      | Jade Le Corre                | Frankrijk           | 16.18        |
| 6      | Eleanor Strevens             | Verenigd Koninkrijk | 16.28        |
| 7      | Wilma Bekkemoen Torbiörnsson | Noorwegen           | 16.33        |
| 8      | Shirin Kerber                | Zwitserland         | 16.37        |
| 9      | Margot Dajoux                | Frankrijk           | 16.38        |
| 10     | Fabienne Müller              | Zwitserland         | 16.39        |
| ..     |                              |                     |              |
| 23     | Juliette Secretin            | België              | 16.56        |
| 28     | Charlotte Penneman           | België              | 17.02        |
| 30     | Hannah Enkels                | België              | 17.06        |
| 35     | Nina van Pelt                | België              | 17.16        |
| 38     | Kaate Mulders                | Nederland           | 17.18        |
| 57     | Loes Kempe                   | Nederland           | 17.37        |

| Plaats | Land                                                              | Punten            |
| ------ | ----------------------------------------------------------------- | ----------------- |
|        | Verenigd Koninkrijk Innes Fitzgerald Jess Bailey Eleanor Strevens | 1 + 2 + 6 = 9     |
|        | Frankrijk Jade Le Corre Margot Dajoux Lili-Meije Delaunay-Foglino | 5 + 9 = 25 = 39   |
|        | Italië Lucia Arnoldo Laura Ribigini Licia Ferrari                 | 12 + 15 + 17 = 44 |

### Gemengde Estafette
| Plaats | Land                                                                      | Tijd  |
| ------ | ------------------------------------------------------------------------- | ----- |
|        | Italië Sebastiano Parolini Marta Zenoni Sintayehu Vissa Pietro Arese      | 18.02 |
|        | Frankrijk Antoine Senard Emilie Girard Agathe Guillemot Simon Bedard      | 18,02 |
|        | Verenigd Koninkrijk Joshua Lay Maddie Deadman Elise Thorner Tyler Bilyard | 18,02 |
| ..     |                                                                           |       |
| 4      | Nederland Robin van Riel Dagmar Smid Marissa Damink Stefan Nillessen      | 18.12 |
| 7      | België Ziad Audah Mariska Parewyck Eline Dalemans Tibaut Vandelannoote    | 18.33 |